# Судзуки, Кантаро
Барон Кантаро Судзуки (яп. 鈴木 貫太郎 Судзуки Кантаро:, 18 января 1868, село Кудзэ провинции Идзуми (ныне город Сакаи префектуры Осака) — 17 апреля 1948) — адмирал японского военно-морского флота, член и последний руководитель Ассоциации помощи трону, премьер-министр Японии (7 апреля — 17 августа 1945).

## Биография

### Молодость
Родился в селе Кудзэ уезда Отори провинции Идзуми (ныне город Сакаи, префектура Осака) в семье самурая Судзуки Ютэцу из княжества Сэкиядо. Вырос в городе Нода провинции Кадзуса (ныне префектура Тиба).

### Морская карьера
Судзуки поступил в 14-й набор военной академии Императорского флота Японии (Кайгун хэйгакко) в 1884 году и окончил её 13-м из 45 кадетов в 1888 году. Служил на корвете «Цукуба», корвете «Тэнрю» и крейсере «Такатихо» в звании мичмана. Получив звание младшего лейтенанта, служил на корвете «Амаги», паровом корвете «Такао», корвете «Дзингэй», броненосце «Конго» и канонерской лодке «Мая». В 1892 году получил звание лейтенанта, служил главным навигатором на корветах «Каймон», «Хиэй» и «Конго».
Во время первой японо-китайской войны командовал миноносцем, участвовал в ночной торпедной атаке во время битвы при Вэйхайвэе. Позднее служил в ряде штабных должностей, в частности, военно-морским атташе в Германии в 1901—1903 годах. После возвращения получил звание капитана 2-го ранга и должность исполнительного офицера (старшего помощника командира корабля) на корабле «Касуга».
Во время русско-японской войны Судзуки командовал 2-м дивизионом эскадренных миноносцев в 1904 году и 4-м дивизионом в 1905 году, в состав которого были включены остатки блокировавших Порт-Артур кораблей. В феврале 1904 года назначен старшим помощником на крейсер «Касуга», на борту которого участвовал в сражении в Жёлтом море; во время Цусимского сражения командовал 4-м отрядом эсминцев.
После войны командовал рядом кораблей, в 1913 году — контр-адмирал, в 1914—1917 — заместитель министра военно-морского флота. 1 июня 1917 года получил звание вице-адмирала, а 3 августа 1923 года — полного адмирала. С 1924 года — командующий Объединённым флотом. Будучи начальником военно-морской академии в Этадзиме, строго запретил вышестоящим применять меры физического воздействия к нижестоящим чинам, попросту говоря, их избиения, что  в японском военно-морском флоте и армии в то время было совершенно рядовым явлением.
С 15 апреля 1925 года по 22 января 1929 года — начальник генерального штаба Императорского флота. Затем ушёл в отставку из морской службы. Занимал должности тайного советника и обер-камергера двора (яп. 侍従長 дзидзю:тё:) в 1929—1936 годах.
Судзуки удалось избежать гибели при покушении 26 февраля 1936 года, хотя пуля покушавшегося оставалась в нём до конца жизни и была обнаружена лишь при кремации его тела. Был противником вступления Японии в войну против США.

### Премьер-министр

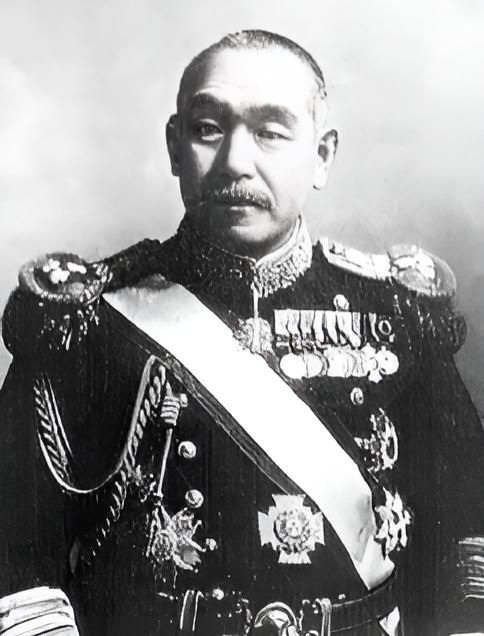
В должности военно-морского министра

7 апреля 1945 года после битвы за Окинаву премьер-министр Куниаки Коисо ушёл в отставку и его сменил 77-летний Судзуки. Он повёл активные переговоры с противостоящими Японии союзниками, и в то же время организовал две беспрецедентных конференции, которые помогли преодолеть раскол в японском военном правительстве по поводу Потсдамской декларации. Судзуки поддерживал император Хирохито. Военная фракция, настаивавшая на продолжении войны, в ночь на 15 августа перед объявлением капитуляции предприняла безуспешную попытку переворота и убийства Судзуки.
После капитуляции Японии Судзуки ушёл в отставку и его сменил принц Хигасикуни Нарухико.
Также Судзуки возглавлял Тайный совет Японии с 7 августа 1944 года по 7 июня 1945 года и во второй раз возглавил Тайный совет уже после капитуляции Японии с 15 декабря 1945 года по 13 июня 1946 года.
Умер естественной смертью и похоронен в родном городе Нода. Один из его сыновей стал впоследствии директором Иммиграционной службы Японии, а второй был успешным юристом.

## Награды
- Орден Золотого коршуна, 3-й класс, 1 апреля 1906
- Орден Восходящего солнца, 1-й класс, 1 апреля 1916
- Орден Цветов павловнии, 29 апреля 1934